# Theo Nieuwenhuis
Theodorus Wilhelmus (Theo) Nieuwenhuis (Noord-Scharwoude, 26 april 1866 – Hilversum, 5 december 1951) was een Nederlandse tekenaar, aquarellist, litho-ontwerper, houtsnijwerker, keramist, textielkunstenaar, meubelontwerper, sierkunstenaar, interieurontwerper, modelleur, boekbandontwerper en vervaardiger van houtsnedes.

## Leven en werk
Nieuwenhuis was een zoon van stationschef Franciscus Nieuwenhuis en Hendrika Anna Scholten. Hij trouwde in 1893 met winkelierster Jacoba Rajers. Hij volgde een opleiding aan de  Rijksnormaalschool voor Kunstnijverheid en de Rijksakademie van beeldende kunsten in  Amsterdam en was daar leerling van Pierre Cuypers en Jacobus Roeland de Kruijff. 
Periode van werkzaamheid: in Amsterdam  van 1883 tot 1888, maakte een reis naar Duitsland, Oostenrijk, Parijs tot 1890, was in  Leeuwarden 1891, Amstelveen 1893, Epe 1895, weer Amsterdam van 1895 tot 1933, in Rotterdam en Blaricum vanaf 1941.
Hij tekende planten en dieren in een decoratieve stijl; hij is vooral bekend geworden als ontwerper van meubelen en complete interieurs; heeft ook drukwerk, boekbanden en kalenders ontworpen Ontwierp onder meer het interieur voor het Scheepvaarthuis, Amsterdam; tevens ontwerper voor stuc- en cementwerk voor de Harmonie te Groningen, interieurs voor passagiersschepen en maakte ontwerpen voor tapijten. Hij maakte samen met Gerrit Willem Dijsselhof en Carel Adolph Lion Cachet, ontwerpen op grafisch gebied. De oorkondes die zij ontwierpen in opdracht van de Maatschappij tot Bevordering der Geneeskunde worden beschouwd als een van de eerste uitingen van de art nouveau. Hij werkte ook voor Philips van 1916 tot 1918. Het boek, Naamloze Vennootschap Philips' Gloeilampenfabrieken 1891-1916 werd voor de Eindhovense firma samengesteld door Jan Feith. De vormgeving was in handen van Theo Nieuwenhuis, hij verzorgde de decoratie van de band, de vignetten en de sierranden van het album.
Nieuwenhuis werkte van 1898 tot 1924 voor de firma E.J. van Wisselingh, een kunsthandel en kunstnijverheidsatelier in Amsterdam en hij was ook verbonden als ontwerper bij de aardewerkfabriek De Distel. Nieuwenhuis was lid van De Kring en Arti et Amicitiae in Amsterdam. Hij was leraar van Roelf Gerbrands en Leo Visser.
Nieuwenhuis overleed op 85-jarige leeftijd.

## Afbeeldingen

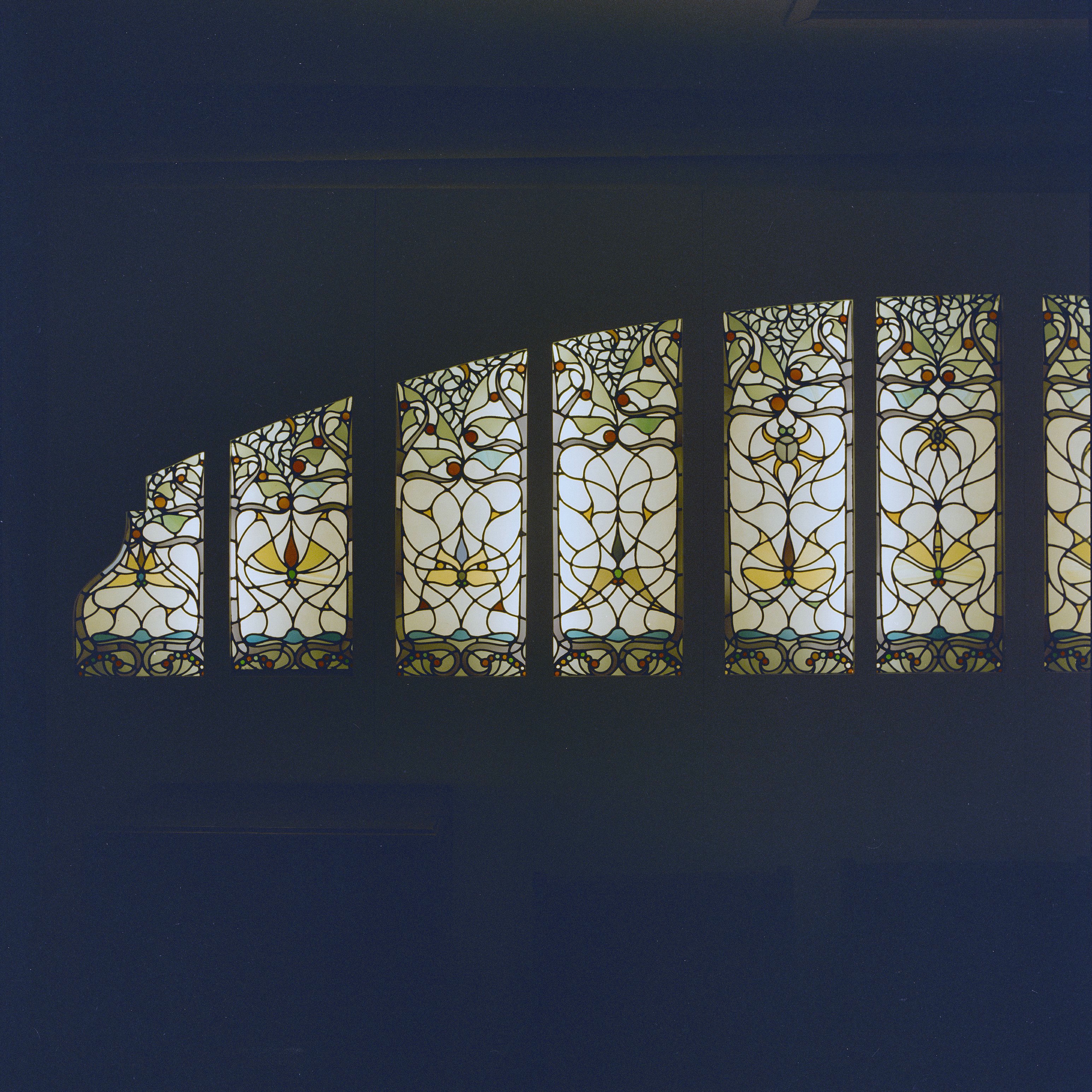
glas-in-loodraam voor kunsthandel Van Wisselingh en Co
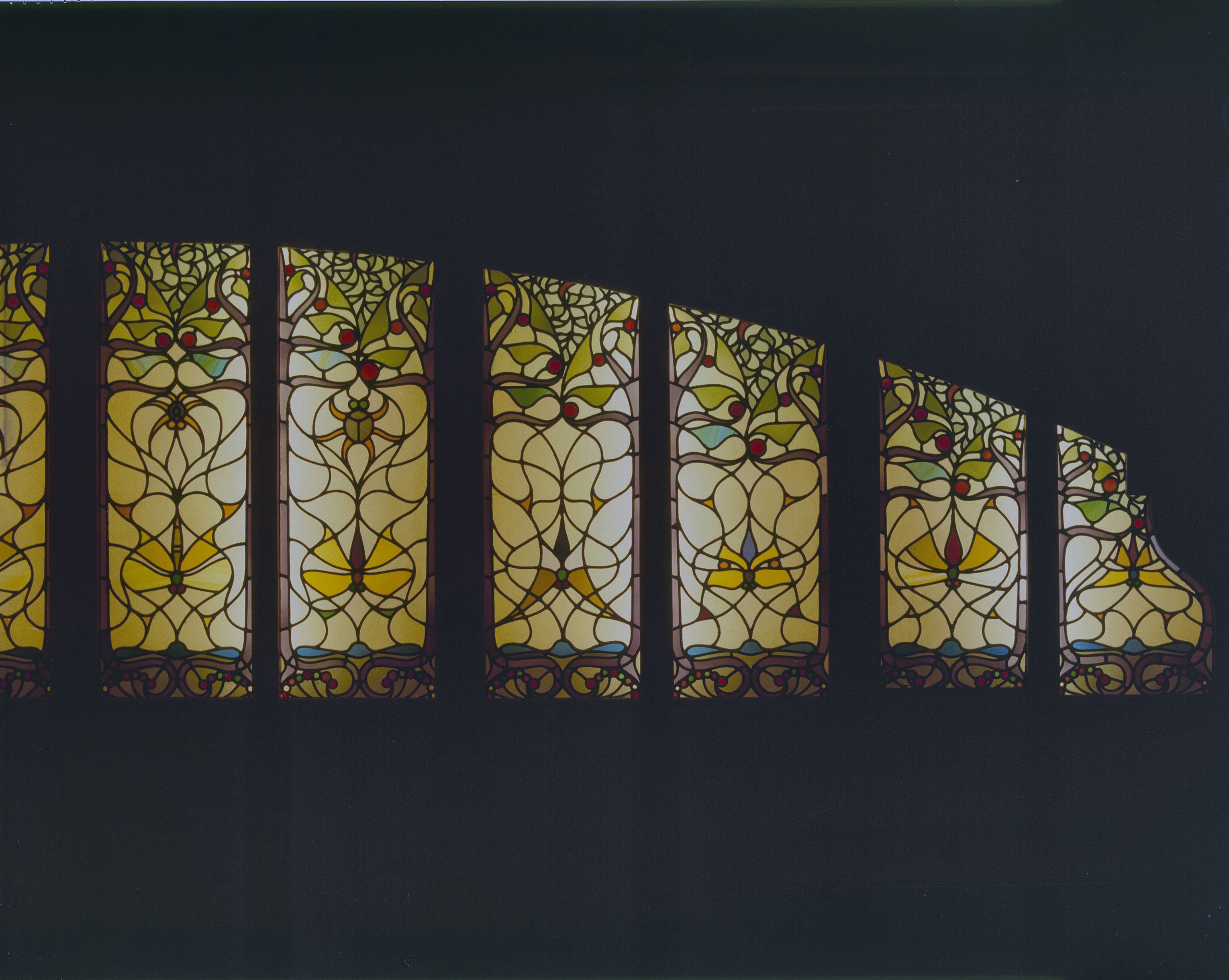
glas-in-loodraam voor kunsthandel Van Wisselingh en Co